# Beikong Fly Dragons
O Beikong Fly Dragons é um clube profissional de basquetebol chinês sediado em Pequim. A equipe disputa a divisão sul da Chinese Basketball Association .

## História
Foi fundado em 2009.